# 곁주머니염
곁주머니염(diverticulitis) 또는 게실염(憩室炎)은 곁주머니증으로 인해 생긴 대장 벽의 곁주머니 안에 대변이 머물면서 여러 가지 염증을 일으키는 소화기 질환이다. 게실염의 주된 증상은 왼쪽 아랫배의 통증·오한, 때때로 나타나는 열 등이다. 이때 정확한 진단을 위해서는 환자에게 바륨 관장(灌腸)을 한 뒤 X선을 찍어 보면 알 수 있다. 심하지 않은 게실염의 치료로는 안정·항생제·관장·식이요법 등이 있다. 심한 경우에는 결장벽에 천공(穿孔)·파열·궤양·출혈 등이 나타나며, 결장벽이 파열된 경우는 인공항문성형술(人工肛門成形術)을 해야 할 경우도 있다.

## 같이 보기
- 복막
- 곁주머니증
- 곁주머니